# Chrosiothes jocosus
Chrosiothes jocosus là một loài nhện trong họ Theridiidae.
Loài này thuộc chi Chrosiothes. Chrosiothes jocosus được Willis J. Gertsch & Michael Davis miêu tả năm 1936.